# 一昨昨日
| ウィキペディアには「一昨昨日」という見出しの百科事典記事はありません（タイトルに「一昨昨日」を含むページの一覧/「一昨昨日」で始まるページの一覧）。 代わりにウィクショナリーのページ「一昨昨日」が役に立つかもしれません。 |